# Peter Holmes
Sir Peter Holmes est un homme d'affaires britannique, né le 27 septembre 1932 à Athènes (Grèce) et mort le 8 mars 2002 au Royaume-Uni.
De 1985 à 1993, il est le président de l'une des deux sociétés mères du groupe Shell, « The Shell Transport and Trading Company », société holding de droit britannique et cotée à la bourse de Londres et dans les principales places boursières mondiales. Pendant les deux dernières années de ce mandat, de 1992 à 1993, il est en outre le dirigeant de l'ensemble de ce groupe pétrolier, multinationale de l'énergie.

## Biographie

### Origines et formation
Peter Fenwick Holmes est né le 27 septembre 1932 à Athènes, et a vécu quelque temps en Hongrie, puisque son père y gérait une société ; sa mère était américaine. Son grand-père et son arrière-grand-père ont vécu en Turquie, où ils travaillaient pour le consulat britannique au Levant (en).
Holmes a été formé au Malvern College (en), puis au Trinity College de Cambridge, où il a obtenu une licence d'histoire en 1955.
Pendant son temps à l'université, il a été mobilisé dans le Royal Leicestershire Regiment (en) et a participé à la guerre de Corée, où il a obtenu la croix militaire en 1952.

### Carrière
Après avoir obtenu son diplôme, il participe à une expédition dans l'Himalaya. Puis il est embauché en 1956 par Shell United Kingdom : il travaille pendant quatre ans avant de retourner à sa passion, la montagne.
Il occupe ensuite des fonctions au sein des filiales du groupe Shell dans plusieurs pays, dont le Soudan, la Libye (au moment où Mouammar Kadhafi prend le pouvoir), à Dubaï, en Turquie et au Nigeria (1977).
En 1985, il est nommé président de la société The Shell Transport and Trading Company. Dès le début de son mandat, il doit faire face à une chute vertigineuse des prix du pétrole brut, qui passent de 30 à 10 dollars le baril.
Il doit également traiter les manifestations de colère contre l’entreprise en raison de sa présence en Afrique du Sud, pays confronté au problème de l’apartheid. Il s'entend avec le Congrès national africain et aide à financer un programme de formation pour préparer les cadres de l’ANC au gouvernement du pays. Mandela va jusqu'à le remercier lorsqu’il est libéré de prison.
En 1992, il devient en outre le président du Comité des managing directors du groupe Royal Dutch / Shell, ainsi le numéro un de facto du groupe pétrolier, succédant au Néerlandais Lodewijk van Wachem (en). Il prend sa retraite l'année suivante et est remplacé dans cette dernière fonction par le Néerlandais Cor Herkströter (en). C'est le Britannique John Jennings (en) qui lui succède au poste de président de The Shell Transport and Trading Company.

### Retraite
Lorsque Holmes prend sa retraite en 1993, au lieu de devenir administrateur de sociétés prestigieuses, il prend le poste de président de la fondation Hakluyt, une nouvelle officine chargée de fournir des renseignements aux grandes entreprises. Il repart donc à l’aventure, mais manque d'être tué dans un accident de petit avion en Zambie.

### Vie personnelle et mort
Après avoir été diplômé en 1955, Holmes passe deux ans avec sa femme Judy, également alpiniste, dans une expédition dans l’Himalaya. Ils ont eu trois filles et sont restés mariés jusqu'en 1999. Holmes épouse ensuite Mary Snead, une vieille amie de nationalité américaine. Il meurt de leucémie le 8 mars 2002, à l'âge de 69 ans.

### Écrits
Holmes a aussi été écrivain sous le pseudonyme de Peter Fenwick, qui est une partie de son nom complet,. Il a notamment publié : Mountains and a monastery (1958), Nigeria, giant of Africa (1985), Turkey, a timeless bridge (1988), Türkye (1988).